# Eleições do Landtag da Baixa Áustria em 2008
As Eleições do Landtag da Baixa Áustria teve lugar em 9 de março de 2008.

## Partidos políticos
Estes são os partidos políticos que alguma vez hão conseguido representacão parlamentaria no land da Baixa Áustria desde 1945:
- Partido Popular de Austria
- Partido Socialdemócrata de Austria
- Partido da Liberdade da Áustria
- Os Verdes - Alternativa Verde
- Foro Liberal
- Partido Comunista da Áustria

## Resultados
| Partido                             | %     | Lugares |  |
| ----------------------------------- | ----- | ------- |  |
| Partido Popular de Austria          | 54,39 | 31      |  |
| Partido Social-democrata de Austria | 25,51 | 15      |  |
| Partido da Liberdade da Áustria     | 10,47 | 6       |  |
| Os Verdes - Alternativa Verde       | 6,91  | 4       |  |
| Aliança para o Futuro da Áustria    | 0,72  | 0       |  |